# Isoriutta (ö i Nystadsregionen, lat 60,63, long 21,37)
Isoriutta är en ö i Finland.   Den ligger i kommunen Nystad i den ekonomiska regionen Nystadsregionen och landskapet Egentliga Finland, i den sydvästra delen av landet, 200 km väster om huvudstaden Helsingfors.